# Hajo Herrmann
Pour les articles homonymes, voir Herrmann.
Hans-Joachim Herrmann, dit Hajo Herrmann, né le 1er août 1913 à Kiel et mort le 5 novembre 2010 à Düsseldorf, est un militaire allemand, oberst (colonel) et pilote de bombardier de la Luftwaffe et, plus tard, un défenseur des anciens nazis, négationnistes et des militants politiques d'extrême-droite. Pendant la Seconde Guerre mondiale, il était un haut gradé reconnu — Oberst et titulaire de la croix de fer — et un membre influent de la Luftwaffe.

## Carrière militaire pendant la Seconde Guerre mondiale
Il fut l'un des tacticiens de la Luftwaffe les plus innovants au cours de la Seconde Guerre mondiale. Il commence sa carrière militaire comme officier d'infanterie, il fut promu dans la nouvelle Luftwaffe en 1935. De 1936 jusqu'en 1937 il est pilote de bombardier de la Légion Condor. Pendant la guerre civile espagnole, il rejoint le Kampfgeschwader 4, et écrit plusieurs rapports tactiques bien reçu par sa hiérarchie. Lorsque la Seconde Guerre mondiale commence, il vole sur Heinkel He-111 en Pologne et en Norvège. En 1940, Herrmann est le commandant de la 7e Staffel du KG-4, et mène de nombreuses attaques sur l'Angleterre durant la Bataille d'Angleterre. En février 1941 son groupe est envoyé en Sicile, où il vole à l'encontre de Malte et de la Grèce. Dans l'une de ces attaques, il largue une bombe sur un navire de munitions. L'explosion fait couler 11 navires et rend le port grec du Pirée inutilisable pendant plusieurs mois. Au début de 1942, il est commandant du III./Kampfgeschwader 30, attaquant les convois de l'Arctique en provenance de Norvège, y compris les attaques contre le convoi PQ 17. En juillet 1942, il est assigné à l'état-major en Allemagne, où il devient un proche confident d'Hermann Göring. Au cours de sa carrière comme pilote de bombardier, Hermann a effectué 320 opérations et a coulé 12 navires totalisant 70 000 tonnes.
En 1942, il est nommé à l'état-major opérationnel de la Luftwaffe. Gagnant rapidement une réputation comme l'un des plus grands innovateurs en tactique et opérationnel de la Luftwaffe, Hajo Herrmann est le créateur de l'escadron de chasseur de nuit de la Luftwaffe désigné d'abord N.J.V.K. (Nachtjagdversuchskommando) puis Kommando Herrmann qui deviendra plus tard l'escadre Jagdgeschwader 300, surnommé Wilde Sau (en français : truie sauvage). Créée comme une réponse à la menace croissante de raids nocturnes des bombardiers de la RAF sur le Reich à la mi-1943, qui avait gagné l'ascendant sur les forces de Nachtjäger (chasse de nuit) à guidage radar de la Luftwaffe grâce à l'utilisation de paillettes de contre-mesure, la théorie d'Herrmann fut d'utiliser des pilotes et ex-instructeurs ayant de l'expérience de vol de nuit équipés de chasseurs de jour Messerschmitt Me 109 et Focke-Wulf Fw 190. Ces pilotes attaquaient visuellement les flots de bombardiers anglais grâce à la lueur créée par les incendies au sol, mais aussi grâce à l'utilisation du Détecteur de radar Naxos FuG 350 Naxos installé sur certains appareils, afin de trouver leurs cibles dans la nuit. Plus besoin donc d'utiliser les aides radars au sol, les pilotes se débrouillaient seuls.
Ces missions n'étaient toutefois pas sans risques car les chasseurs monomoteurs isolés devaient traverser les barrages de tirs de la DCA allemande au même titre que les bombardiers de la RAF, tels des sangliers sous le feu de chasseurs comme le fit remarquer un officier à Herrmann, d'où le surnom de Wilde Sau. Ce dernier put néanmoins obtenir une coopération entre la DCA et ses avions (modification des altitudes de tirs, système d'identification) afin de limiter la casse et lui-même effectua plus de 50 missions de chasse de nuit et déclara la destruction de 9 victoires aériennes. Le talon d'Achille de ce nouveau type d'interception était surtout le mauvais temps. Dans une couche nuageuse et sans radar de bord, difficile de se repérer sans compter le risque de givrage élevé. Bien que la JG 300 et les nouvelles unités formées (JG 301, JG 302) rencontrèrent des succès prometteurs en été 1943, les conditions climatiques de l'automne et l'hiver qui suivirent augmentèrent sensiblement les pertes en pilotes et en avions. Début 1944, les unités de la Wilde Sau furent versées à la Défense du Reich du jour.
En décembre 1943, Hajo Herrmann est nommé inspecteur de la défense aérienne de la Luftwaffe. En 1944, il devient inspecteur général des chasseurs de nuit et reçoit la croix de chevalier de la croix de fer avec feuilles de chêne et glaives. À la fin de l'année 1944, il dirige la 9. Flieger-Division (J).
À cette époque, il est un des chefs de file du déploiement tactique de la soi-disant Rammjäger Sonderkommando Elbe (en français : combattants bélier), envoyée en action en avril 1945. Des pilotes bénévoles, souvent âgés de 18 à 20 ans, devaient être formés pour être simplement assez compétents pour le contrôle d'un Messerschmitt Bf 109 spécialement allégé et non armé et étaient chargés de percuter délibérément en vol les bombardiers alliés au niveau de la dérive arrière ou sur les différents organes de contrôle de profondeur et direction du bombardier avec les hélices de leurs avions, et par la suite chercher à revenir à la base. L'intention d'Hermann était de rassembler un grand nombre de ces combattants pour une attaque ponctuelle de kamikaze (pas au sens propre, car l'objectif final après la destruction du bombardier était de revenir à la base) sur les flots de bombardiers de l'USAAF, avec l'espoir de causer suffisamment de pertes pour freiner l'offensive de bombardement pendant quelques mois. Les pénuries de carburant ont empêché l'emploi d'un grand nombre de pilotes nécessaires à ce type de mission, mais l'une d'elles a été réalisé avec 138 avions donc seulement 50 survivants.

## Activités après-guerre
Herrmann a été capturé par les Russes après la guerre et a été retenu prisonnier pendant dix ans. De retour en Allemagne il étudie le droit et s'installe à Düsseldorf. Entre autres, il a défendu les négateurs de l'Holocauste : Otto Ernst Remer, David Irving et Fred A. Leuchter (en).
Hajo Hermann a célébré son 95e anniversaire en 2008, et a continué ses apparitions en public en 2010. En tant qu'ancien colonel, il était l'un des officiers de la Wehrmacht de rang le plus élevé encore en vie en août 2010.

## Distinctions
- Croix d'Espagne en Bronze avec épées
- Ehrenpokal der Luftwaffe
- Insigne de combat de la Luftwaffe en Or avec fanion 300
- Insigne de pilote-observateur en or avec diamants
- Croix de fer (1939) 2e et 1re Classe
- Croix allemande en or le 5 juin 1942
- Croix de chevalier de la croix de fer avec feuilles de chêne et glaives:
  - Croix de chevalier le 13 octobre 1940 en tant que Oberleutnant et Staffelkapitän du 7./KG 4 "General Wever"[3]
  - 269e feuilles de chêne le 2 août 1943 en tant que as Major et Geschwaderkommodore du JG 300[3]
  - 43e glaives le 23 janvier 1944 en tant que Oberst et Inspektor der Nachtjagd dans le Reichsluftfahrtministerium et commandant de la 30. Jagd-Division[3]